# The Rolling Stones No. 2
The Rolling Stones No. 2 – drugi w Wielkiej Brytanii album grupy The Rolling Stones.

## Lista utworów

### Strona 1
1. „Everybody Needs Somebody to Love” (Solomon Burke/Jerry Wexler/Bert Russell) – 5:03
  - Dostępny na More Hot Rocks (Big Hits & Fazed Cookies). Wersja tego utworu na The Rolling Stones, Now! jest dwie minuty krótsza.
2. „Down Home Girl” (Jerry Leiber/Arthur Butler) – 4:11
  - Dostępny na The Rolling Stones, Now!
3. „You Can't Catch Me” (Chuck Berry) – 3:38
  - Dostępny na The Rolling Stones, Now!
4. „Time Is on My Side” (Norman Meade) – 2:58
  - Dostępny na Hot Rocks 1964-1971. Ta wersja różni się od nagranej na 12 X 5 jeśli chodzi o brzmienie gitar.
5. „What A Shame” (Mick Jagger/Keith Richards) – 3:03
  - Dostępny na The Rolling Stones, Now!
6. „Grown Up Wrong” (Mick Jagger/Keith Richards) – 1:50
  - Dostępny na 12 X 5

### Strona 2
1. „Down The Road Apiece” (Don Raye) – 2:55
  - Dostępny na The Rolling Stones, Now!
2. „Under the Boardwalk” (Arthur Resnick/Kenny Young) – 2:46
  - Dostępny na 12 X 5
3. „I Can't Be Satisfied” (McKinley Morganfield) – 3:26
  - Dostępny na More Hot Rocks (Big Hits & Fazed Cookies).
4. „Pain In My Heart” (Naomi Neville) – 2:11
  - Dostępny na The Rolling Stones, Now!
5. „Off The Hook” (Mick Jagger/Keith Richards) – 2:33
  - Dostępny na The Rolling Stones, Now!
6. „Susie Q” (Eleanor Broadwater/Dale Hawkins/Stan Lewis) – 1:50
  - Dostępny na 12 X 5

## Listy przebojów

### Album
| Rok  | Lista            | Pozycja |
| ---- | ---------------- | ------- |
| 1965 | UK Top 20 Albums | 1       |